# آلینا فولی
 آلینا فولی (به انگلیسی: Alina Foley) (زاده ۱۶ آوریل ۲۰۰۳) بازیگرآمریکایی است.
از فیلم‌های معروف او می‌توان به بازی در فیلم همسایه جاسوس اشاره کرد.